# Capnia breviptera
Capnia breviptera är en bäcksländeart som beskrevs av Kawai 1957. Capnia breviptera ingår i släktet Capnia och familjen småbäcksländor. Inga underarter finns listade i Catalogue of Life.